# 冯光青
冯光青（發音：[fʊwŋ͡m˨˩ kwaːŋ˧˧ tʰajŋ̟˧˧]；1949年2月2日—2021年9月11日），又译冯光清，男，河內市麊泠縣石柁社人，越南军事人物，越南人民军大将军衔，第九届越共中央委员，第十届和十一届越南共产党中央政治局委员，曾任越共中央军事党委副书记，越南国防部部长。

## 生平
冯光青1949年2月2日出生于越南河內市麊泠縣石柁社，1967年加入越南人民军，参加过广治、南寮的战斗。1968年，加入越南劳动党。1971年因战功获“武装力量英雄”称号，时任越军320A师64团9营连长。

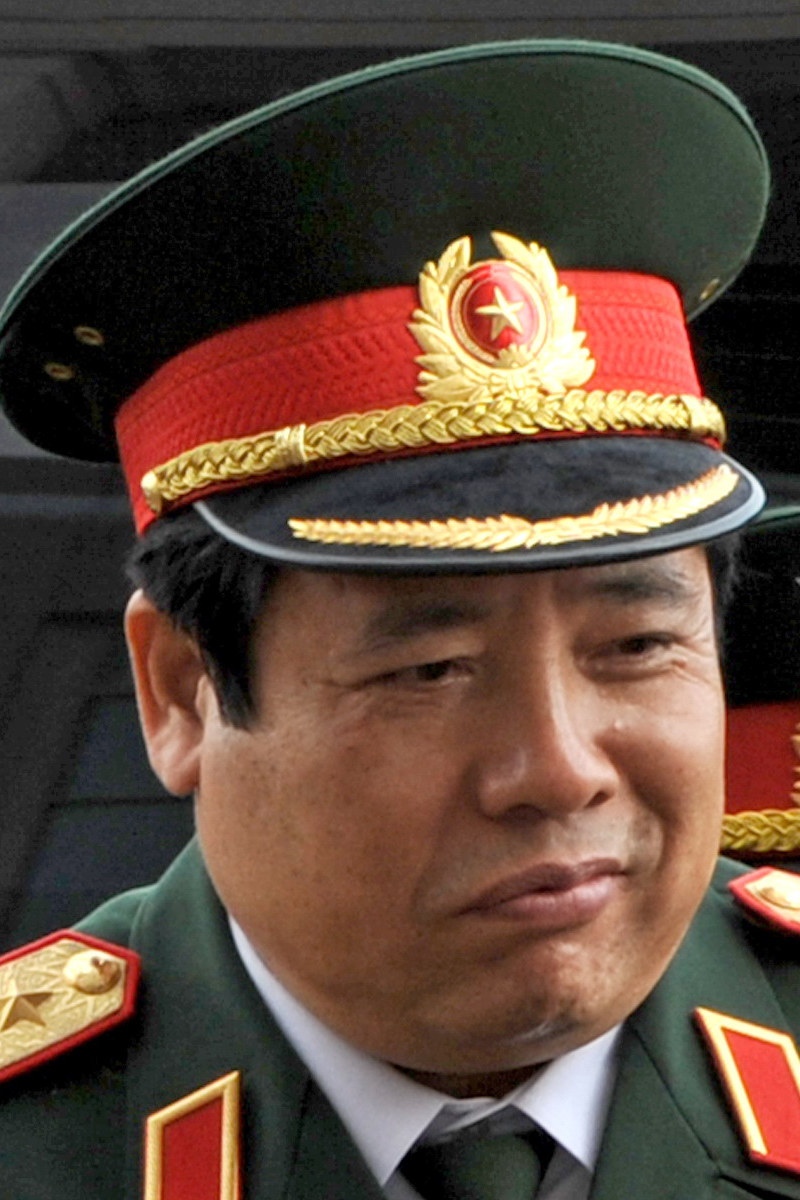
冯光青

1971年6月，就读于越南陆军军官学校。1972年重返战场，任营长。1974年8月，选送就读于军事学院（即今大叻陆军学院）。1977年至1989年，先后担任团、师级指挥军官。1988年8月至1989年2月任越军312师师长。1989年，派往前苏联伏罗希洛夫军事学院学习，次年回国就读于高级军事学院（即今越南国防学院）。
1991年8月至1993年8月，再次担任人民军312师师长。随后调至人民军总参谋部，先后担任总参谋部作战局副局长（1993年）和局长（1995年）。1997年8月，在越南军事政治学院接受短期培训。1997年12月任人民军第一军区司令。
2001年5月至2006年8月，接替调任人民军政治总局主任的黎文勇中将出任越南人民军总参谋长、越南国防部副部长。2006年接替年届退休的文茶大将出任越共中央军事党委副书记兼越南国防部长。
1994年晋升少将，1999年晋升中将，2003年晋升上将，2007年6月7日晋升大将。
2021年9月11日凌晨3时45分，因病医治无效，在河内市巴庭郡阮知方路9巷10号家中逝世，享壽72歲。